# Universidade de Scranton
A Universidade de Scranton é uma universidade jesuíta particular em Scranton, Pensilvânia. Foi fundada em 1888 por William O'Hara, o primeiro bispo de Scranton, como Faculdade St. Thomas. Em 1938, a faculdade foi elevada ao status de universidade e recebeu o nome atual. A instituição foi operada pela Diocese de Scranton desde sua fundação até 1897. Enquanto a Diocese de Scranton manteve a propriedade da universidade, ela foi administrada pelos Irmãos Lassalistas de 1888 a 1942. Em 1942, a Companhia de Jesus assumiu a propriedade e o controle da universidade. Durante a década de 1960, a universidade tornou-se uma instituição independente sob um conselho de curadores leigos.